# Маркович Андрій Миколайович
Андрі́й Микола́йович Марко́вич (9 (21) листопада 1830 — 11 (24) березня 1907, Санкт-Петербург) — український аристократ з роду генеральної старшини Війська Запорозького Городового. Державний та громадський діяч Російської імперії. Етнограф, правник, філантроп, музикант. Голова Товариства ім. Т. Шевченка у Петербурзі. Син вченого-енциклопедиста Миколи Маркевича. Сенатор Російської імперії, статс-секретар імператора Олександра II. Засновник Петербурзької консерваторії. Особистий приятель Обер-прокурора Святійшого синоду Костянтина Побєдоносцева.
До 1888 року він та його предки писалися Маркевичами. Однак з 1888 року, з огляду на його клопотання, йому та його нащадкам було дозволено іменуватися Марковичами.

## Життєпис
Народився на Прилуччині, син вченого-енциклопедиста Миколи Маркевича від шлюбу з Уляною Олександрівною Ракович (1809–1893), сестра якої була дружиною відомого російського літератора Павла Анненкова.
Працював юристом у Петербурзі (голова Петербурзької судової палати), дійсний статський радник, статс-секретар імператора, кавалер ряду імператорських орденів, сенатор.
Його зусиллями засновано музичне товариство в Петербурзі, основною метою якого було поширення музичної освіти в Російській імперії Романових.
Маркович був помічником президента Імператорського філантропічного товариства і віцепрезидентом Російського музичного товариства. За його ініцативою створено 20 відділень товариства, зокрема в Харкові, Києві, Одесі, та музичні школи при них.
Разом із Антоном Рубінштейном був засновником Петербурзької консерваторії.
Завдяки клопотанням Марковича 1866 року було затверджено Статут музичних училищ, а консерваторії визнано першорядними навчальними закладами.
Був блискучим віолончелістом і першим у Росії власником віолончелі Страдіварі, учасником благодійних концертів за участю Антона Рубінштейна, Миколи Римського-Корсакова, Анатолія Лядова, Олександра Глазунова, Мілія Балакірєва, Модеста Мусоргського.
У 1858 році познайомився у Москві з Тарасом Шевченком, згодом листувався з поетом. Із 1898 року очолював Товариство ім. Т. Шевченка у Петербурзі і всіляко сприяв поверненню рукописів Шевченка з архіву III відділення до Музею українських старожитностей у Чернігові. Згодом домігся дозволу на перше в Російській імперії повне видання творів поета («Кобзар», видання Василя Доманицького, 1907).
Автор збірки українських народних пісень, покладених на ноти («Народные украинские напевы, положенные на фортепиано», 1860).
Був головою Шевченківського товариства допомоги знедоленим уродженцям Південної Росії, які навчалися в Петербурзі, а також товаришем (заступником) голови Імператорського філантропічного товариства.